# Lusat–1
A Lusat–1 Argentína első műholdja. Feladata az amatőr rádiózás elősegítése, a Föld megfigyelése volt.

## Jellemzői
Tervezte, építette és üzemeltette az AMSAT argentin szervezete. Megnevezései: LUSAT;  Microsat–4; OSCAR 19 (Orbiting Satellite Carrying Amateur Radio); COSPAR: 1990-005G; SATCAT kódja: 20442.
1990. január 22-én a Guyana Űrközpontból, az ELA2 jelű indítóállványról egy Ariane–4 (V35) hordozórakétával állították alacsony Föld körüli pályára. A hordozórakéta rajta kívül pályára állította még a SPOT–2 francia, az Uosat–3 és Uosat–4 angol, a Microsat–1 és Microsat–3 amerikai és a Microsat–2 brazil műholdat is.
A Lusat–1 orbitális pályája 100,56 perces, 98,2 fokos inklinációjú, elliptikus pálya, perigeuma 776 kilométer, az apogeuma 794 kilométer volt. Alakja kocka, tömege 13,76 kilogramm. A Föld-megfigyelése érdekében CCD kamerával látták el. Telemetriai szolgálatának elősegítésére antennákkal látták el. Az űreszköz felületét napelemek borították, éjszakai (földárnyék) energia ellátását újratölthető kémiai akkumulátorok biztosították.
2010 körül az energiaellátása teljesen megszűnt.